# Pia Christmas-Møller
Pia Christmas-Møller (født 21. januar 1961 i Kjellerup) er en dansk politiker, der var medlem af Folketinget fra 1987 til 2011. Den 5. december 2007 blev hun  løsgænger og trådte ud af de konservatives folketingsgruppe. Hun  fortsatte som partimedlem. 22. januar 2008 udtrådte hun dog af partiet, efter at hun var blevet truet med eksklusion af Bendt Bendtsen, hvis hun bragte regeringen i mindretal i den såkaldte asylsag. 
Christmas-Møller blev valgt ind for Konservative først i Vejle Amtskreds, siden 1998 i Københavns Amtskreds og i 2007 for Nordsjællands Storkreds.
Den 31. august 2011 meldte hun sig 15 dage før valget igen ind i Det Konservative Folkeparti for at stille op for partiet i Københavns Storkreds.
Hendes farfar var bror til politikeren John Christmas Møller.
I 2007 blev hun Ridder af 1. grad af Dannebrog.

## Erhvervskarriere
Pia Christmas-Møller blev samfundsfaglig student fra Kolding Gymnasium i 1979. Hun var 1979-1980 lærervikar på Nordskovskolen i Haslev. Fra 1981 til 1983 arbejdede hun som politisk medarbejder for den konservative folketingsgruppe, og  1983-1985 var hun ansat som sekretær i Arbejdsløshedskassen for Selvstændige Erhvervsdrivende. Fra 1985-1987 var hun fuldmægtig i Danske Næringsdrivendes Arbejdsløshedskasse. I 2002 blev hun Master of Public Policy fra RUC. 

## Politisk karriere

### Tidlig folketingskarriere
Pia Christmas-Møller begyndte sin politiske karriere i Konservativ Ungdom. Fra 1977 til 1980 som medlem af ungdomsorganisationens forretningsudvalg og i 1980-1981 som næstformand samt medlem af Det Konservative Folkepartis hovedbestyrelse. Medstifter og medlem af bestyrelsen for den danske afdeling af The Atlantic Association of Young Political Leaders 1986-1987 og formand fra 1987-1991. 8. september 1987 blev hun valgt til Folketinget, fra 1988-1995 var hun partiets arbejdsmarkedsordfører. Fra 1989 til 1995 varetog hun desuden posten som socialordfører. I 1990 indtrådte hun i folketingsgruppens ledelse. Fra 1990 til 1994 var hun medlem af Lønningsrådet. I 1994-1997 var hun formand for Folketingets § 71-udvalg. I 1995-1998 var Pia Christmas-Møller finansordfører. Fra 1996-2001 var hun medlem af Danmarks Nationalbanks repræsentantskab, mens hun to år senere blev formand for Folketingets Politisk-Økonomiske Udvalg. Her sad hun også til 2001. 20. marts 1998 blev hun valgt som sit partis politiske leder og ordfører – en post hun dog kun havde til 2. august 1999, hvor Bendt Bendtsen overtog posten. Siden 2001 har Pia Christmas atter været politisk ordfører samt videnskabsordfører, og siden 2005 tilmed udenrigspolitisk ordfører. Hun var desuden vicepræsident for Europarådets Parlamentariske Forsamling. Hun var medlem af følgende udvalg i Folketinget: Udenrigspolitisk Nævn, Udenrigsudvalget, Finansudvalget, Sundhedsudvalget, Udvalget for Forretningsordenen samt Udvalget for Videnskab og Teknik. 
Pia Christmas var opstillet i Valbykredsen fra 1982, i Horsenskredsen fra 1986, i Hvidovrekredsen fra 1996 og blev i 2003 opstillet i Lyngbykredsen. I 2007 var Pia Christmas-Møller opstillet i Rudersdalkredsen i Nordsjællands Storkreds.

### Afsked med Det Konservative Folkeparti
På grund af utilfredshed med ledelsesforholdene og debatkulturen i partiet forlod Pia Christmas-Møller 5. december 2007 den konservative folketingsgruppe og blev løsgænger i Folketinget.
Forud blev hun kritiseret for at tage særstandpunkter blandt andet om den nye EU-traktat skulle til afstemning eller ej.
At Pia Christmas-Møller ikke kunne blive siddende som politisk ordfører efter Folketingsvalget 2007 var også med til bruddet med folketingsgruppen. I den sag følte hun sig forbigået og henvist til ubetydelige ordførerposter.
Siden førte bruddet med folketingsgruppen også til et brud med partiet.
Den 22. januar 2008 forlod Pia Christmas-Møller nemlig Det Konservative Folkeparti efter en trussel om eksklusion fra partiets politiske leder, Bendt Bendtsen. 
Den trussel blev senere på dagen skudt ned af partiformanden i København, Svend Bergstein, som fastslog, at han ikke så anledning til eksklusion af Pia Christmas-Møller.
Truslen fra Bendt Bendtsen tog Pia Christmas-Møller alvorligt og meldte sig ud af partiet med henvisning til, at hun gerne ville undgå en eksklusionssag.
Dermed brød Pia Christmas-Møller med et parti, hun havde været medlem af i over 30 år – og i en svær periode for partiet også som formand. Det samme gjorde hendes farfars bror, John Christmas Møller, der var konservativt folketingsmedlem og minister, men kom i modsætning til sit eget parti og endte med at melde sig ud.

## Fodnoter
1. ↑  Pia Christmas-Møller melder sig ud af De Konservative, DR Online, 22. januar 2008
2. ↑  Berlingske.dk 31/8-11